# Jamie Brewer
Jamie Brewer (5 febbraio 1985) è un'attrice statunitense, nota per la serie televisiva della FX American Horror Story.
Nella prima stagione, American Horror Story: Murder House, interpreta Adelaide Langdon, figlia di Constance Langdon; nella terza, American Horror Story: Coven, interpreta Nan, una strega col dono della telepatia e della manipolazione della mente; nella quarta stagione, American Horror Story: Freak Show, interpreta Marjorie, la versione in carne e ossa del pupazzo da ventriloquo di Chester Creb. Nel 2017 torna in un episodio della settima stagione della serie antologica, American Horror Story: Cult, dove interpreta Hedda, una seguace delle teorie femministe di Valerie Solanas e l’anno successivo, interpreta nuovamente Nan in alcuni episodi dell’ottava, American Horror Story: Apocalypse. 
Jamie è affetta da sindrome di Down.

## Filmografia

### Cinema
- Cherry - Innocenza perduta (Cherry), regia di Anthony e Joe Russo (2021)

### Televisione
- American Horror Story – serie TV, 20 episodi (2011; 2013-2015; 2017-2018)
- Southland – serie TV, episodio 5×02 (2013)
- Switched at Birth - Al posto tuo (Switched at Birth) – serie TV, episodio 4×13 (2015)
- Station 19 – serie TV, episodio 3x06 (2020)
- American Horror Stories – serie TV, 1x07 (2021)
- Special – serie TV, episodio 2x06 (2021)

## Doppiatrici italiane
Nelle versioni in italiano dei suoi film, Jamie Brewer è stata doppiata da:
- Elena Liberati in American Horror Story
- Micaela Incitti in Station 19